# جورج غراهام (محامي)
جورج غراهام (بالإنجليزية: George Samuel Graham)‏ هو إنثوغرافي ‏ ومحامي نيوزيلندي، ولد في 23 ديسمبر 1874، وتوفي في 11 أبريل 1952.